# Letzte Instanz
Letzte Instanz is een in 1996 opgerichte Neue Deutsche Härte- en medieval-metalband uit Dresden Duitsland. Ze zijn voornamelijk bekend om hun specifieke gebruik van viool en cello. Bij de oprichting ware de leden Hörbi, Tin Whistle, Muttis Stolz, Kaspar Wichman, Holly D. en Markus G-Punkt. Benni Cellini en Robin Sohn kwamen een jaar later bij de groep. Tot op vandaag hebben ze 6 studioalbums, een livealbum, een live dvd, een single en hebben ze nummers afgestaan voor een aantal compilaties.

## Bezetting

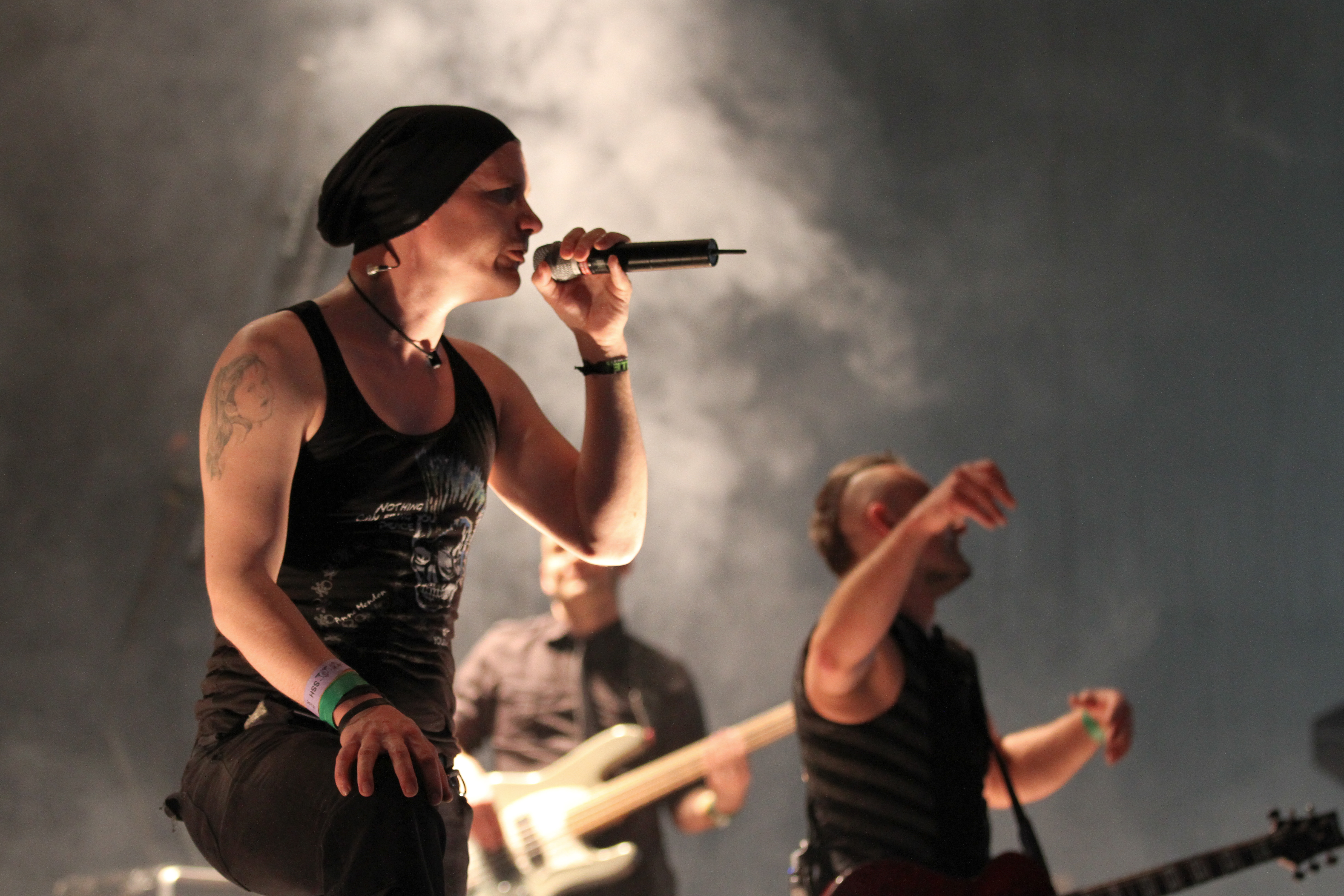
Letzte Instant (Wave-Gotik-Treffen 2013)

Huidige bandleden zijn in bold:

### Zang
- Hörbi (1996 - 1997)
- Holly D., achtergrondzang en rap (1996 - heden)
- Robin Sohn (1997 - 2004)
- Holly (2005 - heden)

### Elektrische gitaar
- Tin Whistle (1996 - 2004)
- Oli (2002 - heden)

### Strings
- M. Stolz -violin- (1996 - heden)
- Benni Cellini -cello- (1997 - heden)

### Basgitaar
- Kaspar Wichman (1996 - 1999)
- Rasta F./FX (1999 - 2004)
- Michael Ende (2004 - heden)

### Drums
- Markus G-Punkt (1996 - 2001)
- Specki T.D. (2001 - heden)

## Discografie

### Albums
- 1998 - Brachialromantik (Brute Romance)
- 1999 - Das Spiel (The Game)
- 2001 - Kalter Glanz (Cold Luster)
- 2003 - Götter Auf Abruf (Gods on Call)
- 2004 - Live
- 2006 - Ins Licht (Into the Light)
- 2007 - Wir Sind Gold (We are Gold)
- 2007 - Das weisse Lied (The white Song)
- 2009 - Schuldig (Guilty)
- 2012 - Ewig (Eternal)

### Singles
- 2001 - Kopfkino (Head Cinema)
- 2005 - Sonne (Sun)

### Dvd's
- 2004 - Live
- 2008 - Weißgold (White Gold)